# Шершни
Ше́ршни (лат. Vespa, букв. «оса») — род общественных настоящих ос, для представителей которого характерны крупные размеры; особи вида Vespa mandarinia имеют длину до 55 мм — наибольшую среди общественных ос.

## Название

### Происхождение слова
Русское слово «шершень» восходит к общеиндоевропейскому названию шершня обыкновенного *krh₂sren-/*krh₂sro, как и его названия во многих других индоевропейских языках: лат. crabro, алб. grerë, grenzë, англ. hornet, ирл. cearnabhán и т. п. 
В свою очередь, общеиндоевропейское слово, вероятно, связано с корнем *ḱer(h₂)-, означавшим рога или голову, особенно верхнюю часть. В таком случае общеиндоевропейское название шершень обыкновенный получил или из-за своих подвижных антенн или из-за увеличенной макушки, которая отличает всех шершней среди других «настоящих ос». Этимологическая связь до сих пор сохраняется в английском языке, где horn — это «рог», а hornet — это «шершень».

### Латинское название
Латинское название рода шершни — Vespa — означает «оса». Первоначально Карл Линней выделил ос (в узком смысле) и шершней в род, который назвал Vespa, но более чем через сто лет, в XIX веке, Карл Густаф Томсон разделил род Vespa на два рода: шершни (Vespa) и осы, в связи с чем для последних ввёл новое название Vespula. Таким образом, на биологической латыни шершни теперь называются «осами» (Vespa), а осы (в узком смысле) — «маленькими осами» (Vespula). 
В народной живой латыни шершень обыкновенный назывался crabro, и существовал фразеологический оборот irritare crabrones «дразнить (раздражать) шершней», то есть «подливать масла в огонь». Слово crabro Линней выбрал как видовое название шершня обыкновенного, Vespa crabro (буквально: «оса-шершень»), что сохраняется и по настоящее время.
Латинское vespa «оса» восходит к общеиндоевропейскому *wobʰseh₂ «оса», как и рус. оса, англ. wasp и названия ос во многих других индоевропейских языках. Этимология здесь связана с *h₁webʰ- «вить», «плести», то есть осы, вероятно, получили некогда своё название из-за того, что они создают бумажные гнёзда (как, впрочем, и шершни).

## Описание
Настоящие шершни составляют род Vespa и отличаются от других представителей осиного семейства (Vespidae) шириной макушки головы (частью головы позади глаз), которая у шершней пропорционально крупнее. Кроме того, шершни отличаются и спереди округлённым брюшком (брюшной полостью в задней части талии). В покое передние крылья складываются вдоль спины.
Как и другие представители семейства, шершни строят большие бумажные гнёзда, насчитывающие у некоторых видов до 10 ярусов сот. B отличие от других ос, материал для постройки шершни собирают с гнилых пней и веточек берёз, поэтому их гнёзда не серого, а бурого цвета. Гнездятся в дуплах, на чердаках, в тропиках гнёзда подвешивают к ветвям деревьев. Для прокорма личинок ловят мух, пчёл, нередко атакуют ос помельче. Взрослые насекомые питаются веществами, содержащими большое количество сахара (сок фруктов, выделения тлей, нектар и т. д.). Охотно летят на свет, поэтому данных дневных насекомых легко увидеть ночью в активном состоянии вблизи источников света вместе с ночными бабочками и т. п.
На шершнях паразитируют веерокрылые Xenos moutoni.

Шершень обыкновенный (Vespa crabro) на недостроенном гнезде

## Распространение

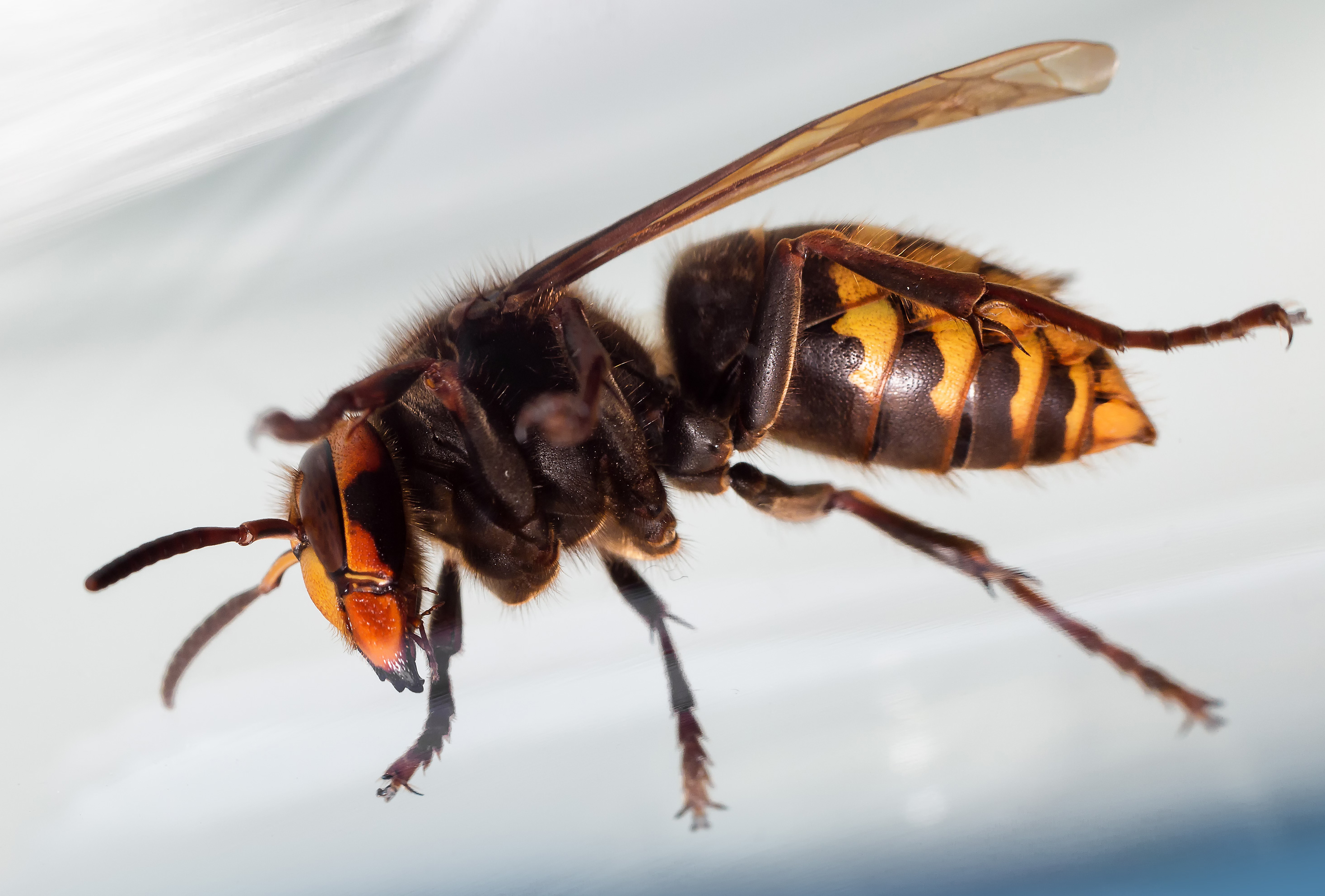
Перезимовавшая матка шершня (Vespa crabro) проснулась, весна 2016, Новосибирск.

Шершни обитают в основном в Северном полушарии. Наиболее известен шершень обыкновенный (Vespa crabro), распространённый в Европе (на север до 60—64-й параллелей). Это единственный вид, обитающий в Северной Америке и в европейской части России (кроме отдалённых районов Крайнего Севера). На востоке ареал этого вида простирается до Урала и в Западную Сибирь. В Центральной Сибири он распространился на север до нижнего течения реки Ангара; обычен в Забайкалье и по всему Приамурью и Приморью, а также обитает на юге Сахалина. В Азии, кроме того, обыкновенный шершень обитает на севере Казахстана, Монголии, в северо-западной и восточной частях Китая, в Корее и Японии. В ряде областей находится под угрозой исчезновения и нуждается в охране. В Северную Америку шершень обыкновенный был ввезён случайно в середине XIX века; там он обитает сегодня примерно в тех же широтах, что и в Европе, но в западной части Северной Америки никогда не встречался.

Недостроенное гнездо Шершень обыкновенный|шершня обыкновенного (Vespa crabro) с яйцами

Азиатский огромный шершень обитает в Приморском крае, Еврейской АО, на юге Хабаровского края, в Китае, Корее, Тайване, Камбодже, Лаосе, Таиланде, Вьетнаме, Индокитае, Индии, Непале, на Шри-Ланке, но наиболее распространён в горах Японии, где он известен как огромная «воробей-пчела» (Судзумэбати). Восточный шершень встречается в полусухих субтропических районах Центральной, Средней и Южной Азии (Афганистан, Пакистан, Туркменистан, Узбекистан, Таджикистан, Киргизия, Южный Казахстан), Южной Европы (Италия, Мальта, Албания, Румыния, Греция, Болгария, Кипр), в Турции, на Кавказе (Азербайджан), в Северной Африке (Алжир, Ливия, Египет, Судан, Эритрея, Сомали), по берегам Аденского залива и на Ближнем Востоке (в Иране, Омане).
По всей тропической Азии, а также во Франции и Испании встречаются азиатские хищные осы (Vespa velutina), строящие гнёзда открыто на ветвях деревьев и охотящиеся на пчёл.
На территории России, таким образом, обитают восемь видов шершней: широко распространённый обыкновенный шершень (Vespa crabro), восточный шершень (Vespa orientalis) — Восточный Кавказ и шесть видов на юге Дальнего Востока России — Vespa simillima, Vespa dybowskii (чёрный шершень-кукушка Дыбовского, самки которого захватывают гнёзда других видов шершней, например, обыкновенного шершня), Vespa ducalis, Vespa mandarinia, Vespa analis, Vespa binghami (шершень Бингхэма с ночной активностью).

## Яд шершней
Воздействие яда шершней более болезненно для людей, чем воздействие яда типичных ос, потому что яд шершней содержит большое количество ацетилхолина (5 %). Аллергические реакции на ужаление в отдельных случаях могут приводить к смертельному исходу, если пострадавшему от анафилактического шока не будет немедленно оказана медицинская помощь.
Последствия воздействия яда шершня зависят от реакции организма ужаленного. Яд шершней обыкновенных и большинства других видов менее токсичен, чем пчелиный; жало при уколе не остаётся в ране (правда, шершень может нанести несколько уколов подряд), поэтому шершень, в отличие от пчёл, не погибает вскоре после ужаления. Если шершень ввёл большое количество яда, то возникает достаточно серьёзное воспаление. При аллергии последствия могут оказаться более тяжёлыми, а при большом количестве уколов (например, если было потревожено гнездо шершней) возможен смертельный исход. В Японии от яда гигантских шершней ежегодно погибает до сорока человек. Яд азиатских видов более токсичен, нежели европейских, к тому же они заметно крупнее.
По специальной шкале болезненности ужалений Шмидта, боль от ужаления шершня примерно сопоставима с болью от ужаления медоносной пчелой и находится в середине шкалы (умеренно сильная боль). Таким образом, страх перед шершнем во многом преувеличен: последствия ужаления не соразмерны величине этого насекомого.

## Питание шершней
Взрослые шершни и их родственники (в том числе настоящие осы) питаются нектаром и богатой сахаром растительной пищей, поэтому их часто можно видеть на вытекающем соке дубовых деревьев, на гниющих сладких фруктах, мёде и вообще на любых сахаросодержащих продуктах. Довольно часто шершни прилетают во фруктовые сады лакомиться перезрелыми плодами. Человек, нечаянно схвативший какой-либо фрукт, например грушу, где в этот момент находится шершень (они имеют обыкновение прогрызать отверстие в оболочке плода и постепенно погружаться в его сочную мякоть), может быть запросто ужален потревоженным насекомым.
Тем не менее, взрослые особи также охотятся на многих насекомых, которых они убивают при помощи жала и мощных челюстей. Благодаря своим размерам и силе яда, шершни без особых усилий способны умерщвлять достаточно крупных насекомых, в том числе пчёл, кузнечиков, других ос и саранчу. Жертва расчленяется, но она не нужна взрослому шершню, и в виде суспензии относится в гнездо, где скармливается личинкам. Учитывая то, что шершни используют различных вредителей на прокорм своих личинок, их можно причислить к полезным насекомым, хотя они опасны для людей и домашних животных, а также уничтожают одомашненных насекомых — медоносных пчёл, чем наносят ущерб пчеловодству.

## Сигналы тревоги
Подобно многим общественным насекомым шершни способны мобилизоваться целым гнездом и жалить врага в целях собственной защиты. Это может представлять опасность как для животных, так и для человека. Обнаружив угрозу, шершень выпускает феромон тревоги — особое вещество, активизирующее других шершней для нападения. Нежелательно убивать шершня вблизи от гнезда, поскольку сигналы бедствия могут поднять всю семью для нападения на своего обидчика. Толчком для нападения могут также послужить различные материалы, которые по своим химическим свойствам легко вступают в контакт с феромоном, в том числе одежда, кожа, мёртвые шершни и их добыча, некоторые приправы к пище, например, банановая и яблочная отдушки, содержащие C5 спирты и C10 эфиры.

## Шершни и другие осы
Несмотря на довольно чёткую систематическую классификацию, в реальной жизни иногда возникает некоторая путаница в различии между шершнями и другими представителями общественных ос, в частности, настоящими осами, являющимися членами того же семейства. В целом, однако, настоящие осы мельче шершней (хотя это не всегда так: матки средней осы Dolichovespula media не меньше рабочих шершней) и обладают ярко-жёлтой и чёрной окраской, тогда как жёлтый цвет шершней обычно более тёмный (тоже ошибочное утверждение, Vespa bicolor обладают очень светлой окраской). Настоящее отличие шершней рода Vespa от близких родов Vespula и Dolichovespula — в различии жилкования передних крыльев у птеростигмы: парастигма передних крыльев значительно длиннее входящего в него отрезка радиальной жилки и не менее, чем в 3 раза длинее птеростигмы.
Некоторых больших ос иногда называют шершнями, в особенности осу пятнистую (Dolichovespula maculata), обитающую в Северной Америке. В английском языке её принято называть шершнем (bald-faced hornet), как и настоящих шершней, хотя она окрашена в цвет слоновой кости и чёрный. Вероятно, название шершень используется для этой и некоторых других родственных видов ос в первую очередь из-за их привычки к созданию надземных, а не подземных гнёзд (подобно настоящим шершням). В качестве другого примера можно привести австралийского шершня (Abispa ephippium), который фактически является одним из видов одиночной осы.

## Виды
Описано около 20 видов.
- Vespa affinis Linnaeus, 1764[13]
- Vespa analis Fabricius, 1775[14]
- Vespa basalis Smith, 1852
- Vespa bellicosa de Saussure, 1854
- Vespa bicolor Fabricius, 1787
- Vespa binghami du Buysson, 1905
- Vespa crabro Linnaeus, 1758 — Шершень обыкновенный
- Vespa ducalis Smith, 1852
- Vespa dybowskii André, 1884 — Шершень Дыбовского
- Vespa fervida Smith, 1858
- Vespa fumida Van der Vecht, 1956
- Vespa luctuosa de Saussure, 1854
- Vespa mandarinia Smith, 1852
- Vespa mocsaryana du Buysson, 1905
- Vespa multimaculata Perez, 1910
- Vespa orientalis Linnaeus, 1771 — Шершень восточный[15]
- Vespa philippinensis de Saussure, 1854
- Vespa simillima Smith, 1868
- Vespa soror du Buysson, 1905
- Vespa tropica Linnaeus, 1758
- Vespa velutina Lepeletier, 1836
- Vespa vivax Smith, 1870